# Kiana Tom
Kiana Tom (* 14. März 1965 auf Maui, Hawaii) ist eine US-amerikanische Schauspielerin und Fitness-Trainerin mit hawaiischen, chinesischen und irischen Wurzeln.

## Leben
Als Darstellerin wurde sie vor allem aus dem Actionfilm Universal Soldier – Die Rückkehr an der Seite von Jean-Claude Van Damme bekannt. Kiana Tom war Cheerleaderin bei dem NFL Cheerleadern der Oakland Raiders.
2002 erschien sie im Playboy und belegte Platz 91 in der Rangliste der Internetseite Askmen.com der begehrenswertesten Frauen.
Sie ist die Tochter des Schauspielers Layne Tom Jr. Seit März 2002 ist Kiana Tom mit Dennis Breshears verheiratet und hat zwei Töchter.

## Filmografie
- 1995: Cyber Bandits
- 1999: Universal Soldier – Die Rückkehr (Universal Soldier: The Return)
- 2002: Eminem Video – Without Me[1]

## TV-Sportprogramm
- 1988–?: BodyShaping
- 1994: X-treme Energy
- 1996: Kiana's Flex Appeal